# István Szívós (1948)
Pour les articles homonymes, voir István Szívós.
Dans le nom hongrois Szívós István, le nom de famille précède le prénom, mais cet article utilise l’ordre habituel en français István Szívós, où le prénom précède le nom.
István Szívós, né le 24 avril 1948 à Budapest (Hongrie) et mort le 10 novembre 2019 dans la même ville, est un joueur de water-polo hongrois. 

## Biographie
István Szívós est le fils du nageur et joueur de water-polo István Szívós.
Joueur du Ferencváros TC et de l'équipe de Hongrie de water-polo masculin, il est champion olympique aux Jeux olympiques d'été de 1976, vice-champion olympique en 1972 et médaillé de bronze olympique en 1968 et en 1980.